# Revolta dos Perdidos
A Revolta dos Perdidos, também denominada de Guerra dos Perdidos ou Segunda Guerrilha do Araguaia, foi um conflito armado que ocorreu na segunda metade da década de 1970 na região de Piçarra, no Pará, no mesmo local onde, entre 1972 e 1974, havia ocorrido a Guerrilha do Araguaia.
O estopim da revolta ocorreu quando o Incra, que, sob a pressão dos grileiros de terra, decidiu refazer a ocupação na área e os camponeses passaram a ter suas próprias terras desapropriadas e ocupadas. Diante disso, em 1976, agricultores locais – que acompanharam os confrontos anteriores ou apoiaram a guerrilha do PCdoB – organizaram a chamada Revolta dos Perdidos, quando decidiram enfrentar os grileiros e agentes de segurança.
Cerca de 40 homens foram presos, além de policiais, em busca dos revoltosos, terem retirado famílias de suas casas à força e violentado mulheres.
Por ter ocorrido nas proximidades do Araguaia, a ditadura militar confundiu o movimento popular como uma espécie de ressurreição da extinta Guerrilha do Araguaia, embora admitisse secretamente que os camponeses tinham causas justas.

## História

### Antecedentes
Cessada a Guerrilha do Araguaia, a ditadura militar ordenou que a população camponesa da região onde havia sido palco do movimento guerrilheiro permanecesse sob vigilância de militares e integrantes do então Serviço Nacional de Informações para garantir que não houvesse uma possível retomada das ações de grupos de esquerda.
Além da vigilância, esse grupo de agentes da repressão também passou a prestar segurança para grileiros de outros estados e alinhados ao regime militar que começaram a invadir terras dos camponeses às margens do rio Araguaia. O Incra decidiu refazer uma reocupação na área que prejudicava os posseiros locais, que, indignados, começaram a articular um movimento em reação aos invasores e ao órgão federal.

### Mobilização
Os posseiros, contrariados com a decisão do órgão governamental, se reuniram em uma cabana de palha, em 26 de outubro de 1976. O grupo formado por 173 homens decidiu interromper o trabalho de remarcação de lotes de terras com a realização de uma marcha até o acampamento onde estavam os funcionários do Incra. Mas, no momento da incursão, apenas 36 posseiros apareceram.
Dois dos integrantes do grupo traíram o movimento e avisaram a polícia sobre plano de ataque, que começaria na manhã do dia 27. Os posseiros mudaram a estratégia e se camuflaram na mata. Mesmo assim, a polícia percebeu os movimentos e fez os primeiros disparos. Quando cessaram os tiros, os posseiros se levantaram e atacaram.

### Reação do regime
Um relatório militar confirma as mortes dos soldados Claudiomiro Rodrigues e Ezio Araújo. O documento 'Incidente em São Geraldo do Araguaia', do SNI, destacava que o Exército reconhecia a truculência da polícia e acusava a força armada de conivência com os policiais corruptos.
Após o confronto, policiais cercaram povoados em busca dos revoltosos, tendo detido cerca de 40 homens, retirando famílias de suas casas à força e violentando mulheres.
Uma delas foi Edna Rodrigues de Souza. Considerada a principal personagem feminina da Revolta do Perdidos, ela ficou conhecida como Dina, o mesmo apelido da mais famosa integrante da guerrilha do Araguaia, Dinalva Teixeira, que também havia sido torturada dois anos antes. A camponesa sofreu choques elétricos e estupros de agentes encapuzados nos meses em que esteve detida, tendo sido liberada quando estava no quarto mês de gravidez.

## Consequências
Abafado o conflito, o regime militar intensificou ainda mais a perseguição aos agricultores locais, tratando-os como guerrilheiros e retirando suas terras. Embora a Pastoral da Terra tenha tentado ajudar as famílias camponesas, eles sofriam cada vez maior pressão de militares, agentes do SNI e de grileiros, sendo expulsos de suas terras durante a década de 1980 com os redesenhos do Incra para a ocupação da área sem os agricultores originais.

Anos depois, cerca de 250 agricultores remanescentes da Revolta dos Perdidos tentaram na Justiça ser reconhecidos como anistiados políticos e a buscar reparação econômica referente ao período que ficaram sem terra para poder plantar e colher, além de danos morais, mas os processos não conseguiram avançar na Comissão de Anistia do Ministério da Justiça, principalmente pela falta de provas documentais sobre a Revolta dos Perdidos.